# اسکرتسو
اسکرتسو فُرمی در موسیقی است که حالتی طنزآلود و همراه با شوخ‌طبعی دارد. اسکرتسو اغلب به‌عنوان بخشی از یک اثر بزرگ‌تر مانند سمفونی یا سونات به‌کار می‌رود (معمولاً در موومان سوم از چهار یا پنج موومان). اسکرتسو همچنین ممکن است یک قطعهٔ تک‌موومانهٔ دارای کیفیتی طنزآلود باشد. مبدع و پدیدآورندهٔ این فرم لودویگ فان بتهوون است، تا پیش از ابداع این فُرم، همان‌طور که در آثار ولفگانگ آمادئوس موتسارت، یوزف هایدن و سایر مصنفانِ قبل از بتهوون می‌بینیم، از فُرم منوئه استفاده می‌شد.
واژهٔ اسکرتسو (Scherzo) در زبان ایتالیایی به‌معنای جوک است.